# Mateo Arias
Mateo Arias est un acteur américano-colombien né le 31 octobre 1995 à New York.
Il est notamment connu pour le rôle de Jerry dans la série Tatami Academy.

## Biographie
Mateo Arias est né le 31 octobre 1995 à New York, aux États-Unis. Son père est irano-colombien et sa mère est colombienne. Il est le frère cadet de l'acteur Moisés Arias.

## Filmographie partielle

### Films
- 2005 : Yours, Mine and Ours : le grand frère
- 2012 : Brothers in Arms : Matthew
- 2016 : First Girl I Loved : Clifton
- 2016 : Good Kids : Lion
- 2020 : Blast Beat : Carly

### Séries télévisées
- 2011-2015 : Kickin' It : Jerry César Martínez